# Banzeng
Banzeng (kinesiska: 搬罾镇, 搬罾) är en köping i Kina. Den ligger i provinsen Sichuan, i den sydvästra delen av landet, omkring 200 kilometer öster om provinshuvudstaden Chengdu. Antalet invånare är 19 347. Befolkningen består av 9 339 kvinnor och 10 008 män. Barn under 15 år utgör 16,0 %, vuxna 15-64 år 71 %, och äldre över 65 år 11,0 %.
Genomsnittlig årsnederbörd är 1 393 millimeter. Den regnigaste månaden är juni, med i genomsnitt 264 mm nederbörd, och den torraste är december, med 8 mm nederbörd.